# Rhodinia davidi
Rhodinia davidi är en fjärilsart som beskrevs av Charles Oberthür 1886. Rhodinia davidi ingår i släktet Rhodinia och familjen påfågelsspinnare. Inga underarter finns listade.